# Regional Four Day Competition
Il Regional Four Day Competition (precedentemente chiamato Shell Shield e Carib Beer Cup) è il campionato di First Class cricket delle Indie Occidentali Britanniche.

## Storia
I primi incontri di cricket nei Caraibi risalgono alla metà del 1800, tuttavia il primo torneo di First Class cricket fu Inter-Colonial Tournament, partito nel 1891 e proseguito, in maniera discontinua e disorganizzata, fino al 1939. Dopo la guerra furono disputati sporadici tornei fino all'istituzione della Shell Shield, così chiamata perché sponsorizzata dalla compagnia petrolifera Royal Dutch Shell.
Nel corso degli anni le squadre partecipanti si sono modificate nel tempo. Inizialmente infatti le isole Windward e le Leeward gareggiavano insieme col nome di Combined Islands, prima di separarsi. Nelle varie edizioni hanno prese parte occasionalmente anche selezioni universitarie e nazionali secondarie.

## Formula
Le squadre che partecipano al torneo sono a tutti gli effetti squadre nazionali, in quanto i membri dei vari team devono avere legami di sangue con l'isola rappresentata, tuttavia la particolarità è che ad eccezione di questo torneo le varie squadre non partecipano a nessuna altra competizione, in quanto i rispettivi giocatori vengono selezionati nella nazionale di cricket delle Indie Occidentali Britanniche per il cricket internazionale.
Il torneo è strutturato con un unico girone all'italiana con partite di sola andata in cui ogni squadra affronta tutti gli avversari una sola volta. Le prime quattro squadre accedono alla fase ad eliminazione diretta composta da semifinali incrociate (A1/B2 e A2/B1) e finale in cui si assegna il titolo. Non è prevista la finale per il terzo posto,

## Squadre partecipanti
- Barbados
- Guyana
- Giamaica
- Trinidad e Tobago
- Isole Leeward
- Isole Windward

## Plurivincitori
| Team              | Vittorie             |
| ----------------- | -------------------- |
| Barbados          | 20 (più 1 condivisa) |
| Jamaica           | 12                   |
| Guyana            | 6 (più 1 condivisa)  |
| Trinidad e Tobago | 4 (più 1 condivisa)  |
| Isole Leeward     | 3 (più 1 condivisa)  |
| Combined Islands  | 1                    |